# Dix pièces pour piano de Prokofiev
Dix pièces pour piano opus 12 est un cycle de pièces pour piano de Serge Prokofiev. Composé entre 1906 et 1913, ce cycle se distingue par une mise en valeur de l'expressivité rythmique.

## Analyse de l'œuvre
1. Marche (fa dièse mineur)
2. Gavotte (sol mineur)
3. Rigaudon (ut majeur)
4. Mazurka (si majeur)
5. capriccio (mi mineur)
6. Légende (ré mineur)
7. Prélude (ut majeur)
8. Allemande (fa dièse mineur)
9. Scherzo humoristique pour quatre bassons (ut majeur)
10. Scherzo (la mineur)

## Liens Externes
« 10 Pieces for Piano, Op.12 (Prokofiev, Sergey) » (partition libre de droits), sur l'IMSLP.